# Saint-Jean-la-Poterie
 Saint-Jean-la-Poterie  (en galó Saent-Jan-la-Poteriy) es una población y comuna francesa, situada en la región de Bretaña, departamento de Morbihan, en el distrito de Vannes y cantón de Allaire.

## Demografía
| 959 | 1077 | 1199 | 1252 | 1394 | 1337 |
| Para los censos de 1962 a 1999 la población legal corresponde a la población sin duplicidades (Fuente: INSEE [Consultar]) |      |      |      |      |      |